# 김명순 (1896년)

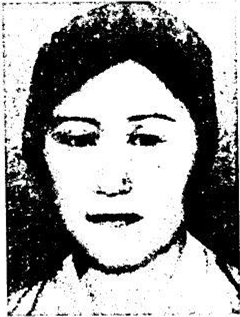
김명순 (1930년대)

김명순(金明淳, 1896년 1월 20일 ~ 1951년 6월 22일)은 일제강점기와 대한민국의 작가, 소설가, 시인이며, 언론인, 영화배우, 연극배우였다. 1917년 잡지 《청춘》 지의 현상소설모집에 단편 〈의심의 소녀〉가 당선되어 문단에 데뷔하였으며, 1919년 일본 유학, 도쿄에 체류 중 전영택의 소개로 〈창조〉지의 동인으로도 참여했다. 일본 유학 시절의 자유로운 연애 활동으로 화제가 되었으며, 이광수, 김일엽, 나혜석, 허정숙 등과 함께 자유 연애론을 주장하기도 했다. 그러나 후에 그에 대한 연구에서 그는 '자유 연애'를 주창하기 보다는 차라리 성적으로 보수적이었으며 여성에 대한 과도한 억압과 편견이 내재된 시대적 상황으로 인한 오해와 난무한 유언비어의 희생양이었다는 것이 밝혀진다.
1927년 영화 '광랑(狂浪)'의 주연으로 캐스팅된 이후 '아름다운 시절', '꽃장사' 등 몇 편의 영화에도 출연하였다. 1925년 '생명의 과실'이라는 시집을 간행한 한국 최초의 여성 시인이며, 그 외에 많은 산문과 희곡 및 극본을 남기기도 했다. 근대 신문학의 대표적 문인의 한 사람으로, 여성 해방을 부르짖은 선구자적 구실을 하였으며, 작품에서는 주인공의 내면심리를 현실적이고도 치밀하게 묘사하기도 하였다. 또한 칼럼니스트와 언론인으로도 활동하였다. 개인적인 생활고와 사랑의 실패, 여성 해방론에 대한 사회의 반발과 공격 등으로 인해 불우한 삶을 살다가 일본 도쿄의 아오야마 뇌병원에서 사망했다. 김동인의 소설 〈김연실전〉의 모델이기도 하다. 초명은 탄실(彈實), 자는 기정(箕貞), 호는 탄실(彈實), 망양초(望洋草, 茫洋草), 필명은 탄실, 망양초, 망양생(望洋生, 茫洋生)이다.

## 생애

### 생애 초반

#### 출생과 가계
김명순은 1896년 1월 20일 평안남도 평양군 융덕면에서 평양의 지주이자 문신 관료였던 김희경(金羲庚)의 소실의 딸로 태어났다. 그의 출생 연대는 다소 불명확하여 1897년생 설도 있다. 탄실(彈實)은 그의 아명이자 필명이었다. 어머니는 기생 출신 산월(山月)이다. 그러나 후대에 그녀의 어머니는 김인숙(金仁淑)이라고도 하고, 김인정(金仁貞)이라고 기록된 곳도 있는데, 그의 아버지에게 첩이 여러 명 있었기 때문에 이러한 혼란이 생긴 것이다. 김명순이 나중에 지은 자전적 소설 <탄실이와 주영이>에는 기생이었던 그의 어머니 이름이 산월(山月)이라 하였다. 아버지 김희경은 구한말의 관료로 평안남도 참사관(參事官)을 지내기도 했다.
그의 숙부는 김희선(金羲善)으로, 일본 육군사관학교를 졸업한 뒤 중국으로 망명, 1920년 상해 임시정부의 군무부 차장을 지내기도 했다. 아버지 김희경은 부인과 첩 사이에서 열 명이 넘는 자녀를 두었는데, 김명순은 어렸을 때에 탄실이라는 이름으로 불렸다. 그는 탄실이라는 이름에 애착을 느껴서, 뒷날 작가로 등단한 뒤에는 망양초(望洋草)라는 이름과 함께 김탄실(金彈實)을 필명으로 썼다고 한다.
일찍부터 기억력이 좋고 총명하였으며 글을 잘 지었다. 개화된 집안에서 태어나 서녀였으나 특별히 서당에서 한학을 배우다가, 1903년 평양 남산현학교에 입학하였다.

#### 소녀 시절
남산현학교 3학년 재학 중, 1905년 기독교 계통인 평양 사창골 야소교학교로 전학갔다. 1907년 야소교학교를 졸업한 뒤, 경성부로 유학하여 진명여학교(進明女學校) 보통과에 입학했다. 진명여학교 입학 직후 어머니는 38세의 일기로 사망하였다.
| “ | 조선아 내가 너를 영결(永訣)할 제 ...(이하 중략)... 죽은 시체에게라도 더 학대해 다구 그래도 부족하거든 이 다음에 나 같은 사람 나더라도 할 수만 있는 대로 또 학대해 보아라 ...(이하 중략)... 이 사나운 곳아, 이 사나운 곳아 | ” |
|   | — 시 '유언(遺言)' 중에서 |   |

일찍부터 글과 시에 재주가 있었던 그는 한일 합방으로 국권이 피탈되자 망국의 현실을 개탄하는 시를 짓기도 했다. 청소년기 무렵 이름을 기정(箕貞)으로 고쳤다가 다시 성인이 된 뒤에 명순으로 개명하였다. 진명여학교의 학적부에는 기정(箕貞)이라는 이름으로 등재되어 있다.

#### 학창 시절

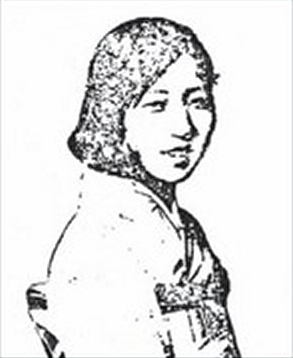
김명순, 20대 무렵

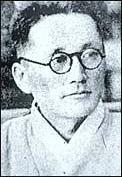
춘원 이광수
(김명순을 문단으로 발탁하였고, 그에게 영감을 주었다.)

1912년 진명여학교 보통과를 제4회로 졸업했는데, 졸업 평균성적이 94점으로 2등이었다. 진명여학교를 졸업한 뒤, 1913년 일본으로 유학, 시부야의 국정여학교 3학년에 편입하였으나 4학년 2학기를 수료하고 중퇴하였다.
김명순이 학교를 중퇴한 데에는 사연이 있다. 김명순은 1915년 7월 도쿄 변두리의 아오야마 연병장 근처 숲에서 함께 산책중이던 일본군 소위 이응준 (군인)(훗날 대한민국 최초의 육군참모총장)으로부터 강간당했다. 충격을 받은 김명순은 강에 뛰어들어 자살을 시도했다. 김명순은 이 사건이 세간에 알려지면서 여학교의 명예를 더럽혔다는 이유로 졸업생 명부에서 삭제되고 귀국해야 했다. 그럼에도 당시 언론은 오히려 김명순이 이응준을 짝사랑하다가 실연하자 자살을 시도한 것으로 보도했고, 소설가 김동인은 그를 모델로 한 소설 '김연실전'에서 자유분방한 성품이 빚어낸 사건인 것처럼 묘사했다.
어쨌든 1915년 초에 귀국, 1916년 4월 숙명여자고등보통학교에 편입하여 1917년 3월에 졸업한다. 그 뒤 이화여자고등보통학교에 입학하였다.
숙명여자고등보통학교 졸업 후 그는 평양의 부호 화백인 김유방의 도움으로 경성에 계속 머무르며 이화학당을 다니며 문학에 전념하였다. 그가 외로운 환경에서 발견한 것이 문학이요 그 보호자의 역할을 한 사람이 김유방이었다. 유달리 신경이 날카롭고 피부가 까무잡잡한 그는 선천적으로 시인의 기질을 타고났고 그의 매력은 그의 새침한 윤곽과 문학적 애수를 풍기는 점에 있었다. 문학소녀였던 김명순은 곧 김유방과 동거하였다.
1917년 최남선이 발행하던 잡지 <청춘(靑春)>이라는 잡지에서 소설을 현상모집하자 응모한 단편소설 “의심(疑心)의 소녀”가 당선되어 2등으로 등단하였다. 춘원 이광수와 육당 최남선이 심사를 맡았는데 그의 작품을 보고 놀라워하여 특별히 2등으로 뽑았다. 특히 춘원 이광수는 그녀의 작품을 격찬하였다 한다. 그해 이광수의 ‘소년’이 발표되자 그는‘소녀’라는 작품을 쓰기도 했다.
일찍부터 이광수의 작품을 즐겨 읽었던 그는 이광수의 자유 연애론을 적극 지지하였다. 김명순은 김유방에게 순수한 사랑을 바쳤으나 김유방은 자유주의자요 한 여성에게 자기의 생활을 전부 바치는 사람은 아니었다. 김유방은 곧 자비로 김명순의 일본 유학을 주선, 유학을 시켜 자신의 곁을 떠나게 하였다. 1919년 이화여자고등보통학교를 졸업하고 일본 유학을 준비한다.

### 문필 활동과 언론 활동

#### 잡지 문인 활동
그는 전통적인 결혼관에 대한 부정과 여성해방에 대한 의식을 갖게 되었다. 그녀는 봉건적인 가부장적 제도에 환멸을 느끼게 되며 이는 그녀의 이후 삶과 작품에 지대한 영향을 미치게 된다. 전통적인 남녀간의 모순적 관계를 극복하는 새로운 연애를 갈망했으며 남과여의 주체적인 관계만이 올바르다고 생각했다.
그 뒤 일본으로 유학, 1919년 동경여자전문학교에 입학하였다. 동경 유학 시절 조선인 유학생 모임에 참여하였고, 이때 만난 문인인 전영택(田榮澤)의 소개로 <창조(創造)〉지의 동인으로 참가하면서 본격적인 문필활동을 전개하였다. 당시 필명은 망양초(望洋草), 망양초(茫洋草)였고 그 후 그는 호 탄실(彈實) 망양생(望洋生)의 이름으로도 발표하였다.
1919년 문학동인 잡지인 '창조'가 창간되자, 김동인, 전영택, 주요한 등과 '창조(創造)'의 동인으로 활동하였다. 이때 만나 그와 함께 동인활동을 한 김동인은 그 뒤에 그를 모델로 한 소설 ‘김연실전’을 발표하였으며, 전영택은 ‘김탄실과 그 아들’을 발표하였다. 일본 유학생 기관지 '학지광' 등에도 작품을 발표했다. 매일신보사에서 기자 생활을 했으며, '꽃장사' 등의 영화에 주연으로도 출연하였다.
1920년 2월에는 김일엽이 창간한 잡지 신여자지의 필진의 한사람으로 참여하였다. 그러나 신여자지는 재정난으로 4호를 끝으로 폐간되었다. 1920년 7월 다시 일본으로 건너가 도쿄에 체류하며 음악을 배웠다. 1920년 일본에 머물면서 조선유학생 기관지인 '학지광(學之光)'과 '여자계(女子界)'에 시ㆍ소설ㆍ수필 등을 발표하였다. 아직 본격적인 문인들이 없어서, 소설로 데뷔한 그가 시나 수필도 발표했던 것이다. 1920년의 '창조' 7호에 망양초(望洋草)라는 필명으로 산문시 ‘조로(朝露)의 화몽(花夢)’을 발표하였다. 1920년 7월 다시 일본으로 유학, 음악을 배우고 귀국했다. 1920년 국내에서 폐허(廢墟)지가 발간되자 폐허지의 동인의 한사람으로 참여하였다.

#### 자유 연애 활동
총명하고 청순한 외모의 그는 일본유학 시절 여러 유학생들과 자유롭게 연애하였다. 처음 도쿄에서 화가인 김찬영과 연애했다가 김찬영으로부터 버림받은 직후 다시 김찬영의 친구인 임장화와 사귀기도 했다. 조선의 여인들이 아직도 가정과 남자에게 얽매여 있는 동안, 그는 일본에서 신여성으로 자유롭게 살았던 것이다. 그의 친구들 중 김동인은 이를 상당히 부정적으로 봤는데, ‘김연실전’에서는 그가 어느 여학교를 거쳐서 음악학교에 다니는 것으로 묘사되었고, 그의 모교인 진명여학교를 기생학교라고 비꼬기도 했다.
그 뒤 김기진은 1924년 11월호 신성에 게재된 '김명순 씨에 대한 공개장'에서, 여성이고 남성이고 간에 이성을 너무 많이 안다는 것은 그의 성격을 위해서든지 또 무슨 다른 점을 위해서든지간에 대단히 좋지 못한 원인이 된다고 전제한 후, 그녀는 무절제한 편이라고 잘라 말했다. 그러나 이것은 문필력에 있어서 앞서가는 선각자적인 '신여성'을 고운 눈으로 볼 수 없었던 당시 남성 문인들의 질투와 자기 방어에서 나오는 학대에 가까운 공격이었으며 이러한 터무니없는 공격의 무차별적인 공세로 인해 그녀는 삶을 추스리고 재기하는데 지속적으로 실패하며 결국 비참한 말로를 걷게 된다.
1920년 7월에는 〈폐허＞지가 발간되자 그는 오상순, 이광수, 염상섭, 이병도 등과 함께 동인으로 활동하였으나 폐허지는 반일사상을 고취한다는 이유로 얼마 못가 폐간되었다.

#### 문필 활동
1921년 귀국, 그 뒤 신문사에 칼럼과 글, 시, 소설 등을 발표하고 강연활동 등을 하였다. 귀국 직후, 임장화와 헤어지고 길진섭의 모델이 되었다가 그의 연인이 되었다. 그는 일찍부터 스스로 여성운동의 선구자가 되겠다고 다짐하였다. 그는 한국의 여성들이 일종의 노예의 처지에 있다고 보고, 조선 여성을 노예의 처지에서 건지어야 된다. 구습에 젖어서 아직 눈뜨지 못하는 조선 여성을 새로운 세계로 끌어내야 된다고 역설하였다. 여성들이 눈을 뜨기 위해서는 여자 아이들도 가리지 않고 남자 아이들처럼 학교에 보내어 글을 배우게 해야 된다고 주장하였다.
1921년부터 잡지 개벽에 시와 소설을 발표하면서 본격적인 작가로 활약하였으며, 에드가 앨런 포의 소설 '상봉'을 번역하기도 하였고, 다른 작가들의 작품에 대한 문학 평론을 하기도 했다. 1923년부터는 동아일보, 개벽지 외에도 신여성잡지에도 고정필진으로 활동하였다. 1924년 3월부터는 「조선일보」에 소설 ‘돌아다 볼 때’를 연재하더니, 6월부터는 ‘탄실이와 주영이’를 연재하였다. 1925년 잠시 매일신보사에 입사하여 기자를 지낸 적도 있다.
귀국 후 1920-30년대를 대표하는 여성 해방론자이자 제1세대 여성작가로 활동하였다. 1930년 두 번째 시집 『애인의 선물』을 출간했다. 시적인 문체와 인물에 대한 지적인 분석과 심리묘사에 치중하였으며, 제도로서의 결혼보다는 감정이 소통되는 연애를 우위에 두는 가치관을 표출한 것이 특징이다. 그러나 국내에서 작품 활동을 하였으나 큰 호응을 얻지 못하였다.
그는 '인생의 연애는 예술이요, 남녀간의 예술은 연애'라는 이광수의 주장에 깊이 공감했고 봉건 제도의 압제 밑에 수백년을 시달려 온 여성의 해방은 자유 연애라고 확신하였다. 그러나 그는 일제 식민통치하의 암울한 현실, 여자에 대한 편견과 차별대우를 하는 사회적 분위기, 적자와 서자에 대한 차별대우 등에 좌절하였다. "생장(生葬)되는 이 답답함을 어찌하랴"며 이러한 암울한 현실을 개탄하였다. 1910년대 등단하여 1930년대까지 작품을 발표한 김명순은 1920년대 중반에 나혜석, 김원주 등과 함께 근대 초기의 여성 문인으로 가장 활발한 활동을 하였다. 1925년 잡지 《조선문단 (朝鮮文壇)》지에 시 <창궁 蒼穹>을 발표하고, 단편 <꿈 묻는 날 밤> 등을 발표하였는데, 여기서는 심각한 심리적 갈등과 지적 추리의 경향을 보였다.

#### 언론 활동

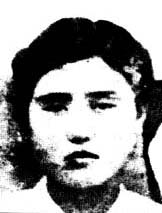
김명순, 1920년대 무렵

1925년 학국 최초의 여성 기자인 이각경의 뒤를 이어 매일신보사에서 공채한 여성 기자 시험에 합격하여 기자로 선발되었다. 이때부터 그는 조선일보, 동아일보, 매일신보 등의 신문에 칼럼을 송고하였고, 조선문단같은 잡지에까지 활동범위를 넓혔다. 1925년 4월 첫 시집 「생명의 과실(果實)」을 한성도서주식회사에서 출간하였다. 이 창작집에는 시 24편과 감상문 4편, 소설 2편이 실려 있다. 그는 이 창작집의 머리말에서 이렇게 창작 의도를 밝혔다.
| “ | 이 단편집을 오해받아온 젊은 생명의 고통과 비탄과 저주의 이름으로 세상에 내노음니다. | ” |

첫 시집 생명과 과실에서 그는 '오해받아온 젊은 생명의 고통과 비탄'이라고 표현하였다. 이 말은 대한민국 최초의 여성 소설가였던 김탄실 자신이 당대 사회에서 오해받았으므로 고통과 비탄과 저주 속에 살았다는 뜻이기도 하다. 그러한 고통과 비탄과 저주를 이겨내기 위해, 그는 시를 쓰고, 소설과 작품 등을 쓰면서 고통과 편견을 이겨냈다. 한편 악의적인 김동인의 소설인 김연실전과 그를 평소 혐오하던 팔봉 김기진의 근거 없는 신랄한 비판은 그를 몰락의 길로 이끌게 된다.

#### 자유 연애론
그는 사회가 여성에게 일정한 역할과 의무를 강요한다고 전제하고 여성의 자유를 주장하였다. 결혼은 남녀 당사자가 하는 것이므로 부모와 집안의 개입은 부당하다는 점과 여성에게도 연애할 자유, 결혼할 자유를 부여해야 된다는 견해를 피력하였다. 여성에게 필요한 것은 자유이며 여성의 자유를 획득하는 것은 자유 연애, 자유 결혼으로 달성할 수 있다고 주장하였다.
한편 신여성의 자유연애에 부정적인 태도를 표출했던 김동인은 신여성 문사 김명순을 모델로 삼은 김연실전에서 주인공 연실을 "연애를 좀 더 알기 위해 엘렌 케이며 구리야가와 박사의 저서도 숙독"했지만, 결국 "남녀 간의 교섭은 연애요, 연애의 현실적 표현은 성교"라는 긴념을 가진 음탕한 여자, 정조관념에는 전연 불감증인 '더러운 여자'로 묘사한다. 이러한 부정적인 언급들은 김명순 개인을 넘어 자유 연애와 자유 결혼을 여성 해방의 방편으로 여겼던 신여성들과 지식인들 전반을 겨냥한 것이었다. 김동인은 그를 '남편 많은 처녀' 혹은 '과부 처녀'라고 조롱하였다.
이를 두고 김기진은 공개장 형태로 비난하였다. 특히 김기진은 김명순에 대해 성욕생활이 무절제하다고 비판하면서, 그런 사람 치고 훌륭한 사람이 없다고 공개적으로 비난을 가했다. 김기진의 공개 비판에 그는 훌륭한 사람이 되기를 원치 않으며 자유로운 인간이 되길 원한다고 맞받아쳤다.

### 생애 후반

#### 영화, 연극배우 활동
1927년 초 김명순은 이경손 감독의 권유로 그 해에 발표된 영화 '광랑(狂浪)'에 주인공으로 캐스팅되어 나운규와 함께 주연으로 출연하게 되었고, 같은 해 이경손 감독이 조선시네마에서 제작한 영화 '나의 친구여'에도 출연하였다. 1927년 황석우의 권고로 다시 매일신보(每日新報)에 입사하여 신문기자가 되었으나 곧 그만두었다. 1928년 2월 '나의 친구여'가 상영된 직후 3월에는 이경손 프로덕션이 제작하는 '숙영낭자전'에도 출연하였다. 정식으로 영화 배우나 연극 배우로 수업을 받지는 않았으나, 당시에는 여배우의 수가 부적하여 김명순은 문단활동을 하며 외국유학도 해서 남자들과 자연스럽게 어울렸던 그가 영화에 여자주인공으로 발탁되었다.
1930년 안종화(安鍾和) 감독이 제작하는 '꽃장사', '노래하는 시절', 김영환 감독이 제작하는 '젊은이의 노래' 등에 주연으로 출연하여 영화배우로도 유명세를 탔다. 전국 극장에서 그의 얼굴을 자주 볼 수 있었다. 그러나 본격적으로 영화수업을 받지 못했고 건강이 좋지 않았던 그의 배우활동은 오래 가지 못했다. 과로로 체력이 허약해져서 1930년 잠시 요양하게 되었다.

#### 방랑과 출국
대표적인 작품으로는 자전소설 <탄실이와 주영이>(1924)와 <돌아다볼 때>(1924) 등이 있으며, 시작품으로 <동경(憧憬)〉 〈옛날의 노래여〉 〈언니 오시는 길에〉 〈석공(石工)의 노래〉 〈시로 쓴 반생기〉 등이 있다. 작품은 현실적으로 묘사하였고, 각 작품 내에서 주인공들의 감정과 동작을 정밀하게 묘사하였다. 여성으로서의 자의식과 성과 연애의 자유를 외쳤던 여성해방의 선구자 김명순은, 조선의 남성지식인사회의 냉대를 받으며 타자화된 신여성의 행로를 보여준다는 평을 받는다. 많은 작품을 남겼으나 70여 편의 시가 10여 편의 소설, 그밖에 평론과 수필, 희곡 등 다양한 장르의 작품을 남겼다. 그의 작품은 현실주의저이며 저항적, 실험적인 시작이라는 평가를 받는다. 또한 작가로서뿐 아니라 신문기자와 언론인, 교육자, 배우로도 활동하였다.
정식으로 결혼도 하지 않고 떠돌던 그는 이따금 신문이나 잡지에 글을 발표하다가, 1938년 이병도의 집에서 잠시 머물며 「조선유학사」의 원고를 정리하였다. 이병도와는 일본 유학 중 만났으며 폐허잡지의 동인인데다, 그의 부인이 김명순의 진명여학교 동기동창이었으므로, 이병도의 집에서 머물고 있었다. 그러나 창작기력을 소진한 그는 더 이상의 시나 소설도 발표하지 못하고, 마흔이 넘은 나이에 영화출연도 교섭이 들어오지 않아, 남의 집에서 밥이나 빌어먹는 처지로 전락하고 말았다.
그 뒤 동창에게 피해를 줄 수 없다며 이병도의 집을 나온 뒤, 일시적으로 일본에 건너가 아이까지 데리고 귀국했지만, 그의 자유로운 연애에 대한 쑥덕거림과 편견, 그의 어머니가 기생 출신이라는 점에 대한 조롱과 비방 등을 견디지 못하고 그는 그 뒤에 다시 일본으로 돌아가게 된다. 1939년 1월호 삼천리지에 시 ‘그믐밤’을 발표하였다.

#### 최후
1939년 이후 일본 동경(東京)으로 건너갔지만 작품도 제대로 발표하지 못하였다. 생계를 위해 잡일과 노동 등에 종사하기도 했지만 장기간 일하지 못하고 가난과 정신병에 시달림을 당했다. 그는 주로 동경 Y.M.C.A 회관 뒷채의 셋방에서 살았는데 1945년 해방 소식을 접하였으나 돈이 없어 귀국하지도 못했고, 진료도 받지 못했다.
이 무렵의 그의 생활에 대해서는 거의 알려진 것이 없지만 현대문학 1955년 4월호에 실린 전영택의 소설 ‘김탄실과 그 아들’에 일부 전한다. 전영택은 김탄실과 20대에 「창조」동인으로 함께 활약했으므로, 마지막까지 그에게 관심을 가지고 있었다.
생애 후반에는 생활고와 병마에 시달리다가 누군가의 행려병자 신고로 도쿄도의 아오야마 뇌병원(靑山腦病院)에 수용되어 생활하던 중 1951년 병사하였다. 매장지는 실전되어 전하지 않고 있다. 그의 최후는 국내에 알려지지 않았다가 1980년대 김명순을 재조명하려는 움직임이 나타나면서 알려지게 되었다.

### 사후
그는 기녀의 딸이라는 점과 일본 유학 중의 자유로운 연애 등이 수시로 비판의 대상이 되어 재평가를 받지 못하였다. 김명순은 이광수,전영택,김동인 등에게 그 재능을 인정받았지만 소실의 자식이라는 굴레 때문에 탕녀의 전형으로 전해질 뿐이었다. 또한 그의 자유 연애를 불편하게 본 김동인의 김연실전 역시 그녀를 부정적으로 보는 하나의 원인이 됐다. 그가 행려병자로 정신병원에서 사망한 뒤 그의 아들은 자살로 생을 마감하고 만다.
1980년부터 그를 조명, 평가하려는 시도가 나타났다. 1981년 그의 사망 30주기에 이르러 시 60편, 소설 14편, 수필과 평론 7편이 김상배에 의해 정리, 「김탄실-나는 사랑한다」라는 제목의 책이 솔뫼에서 발간되었다. 이후 1990년대 후반부터 그를 평가, 조명 분위기가 나타나기 시작하였다.

## 작품
주요 작품은 소설에 ＜의심의 소녀＞, ＜칠면조(七面鳥)＞(1921), ＜외로운 사람들＞(1924), ＜탄실이와 주영이＞(1924), ＜돌아다 볼 때＞(1925), ＜ 뭇는 날 밤＞(1925), ＜손님＞(1926), ＜나는 사랑한다＞(1926), ＜모르는 사람갓치＞(1929) 등이 있으며, 시에는 ＜동경＞(1922), <표현파의 시>(1922), ＜창궁＞, 〈옛날의 노래여〉(1922), ＜거룩한 노래＞, 〈시로 쓴 반생기〉(1938), 시극 <조로의 화몽>(1920) 등이 있다.
재조명받지 못하여 그의 작품들 중 상당수는 유실되었지만 2000년까지 밝혀진 김명순의 작품은 시 86편(번역시 포함), 소설 22편, 기타 번역서들, 시 60편, 번역시 9편, 수필·평론 20편, 희곡 2편 등이 현재 전하고 있다. 그의 소설 작품은 인물에 대한 지적인 분석과 심리 묘사에 치중하였으며, 시 작품은 연정(戀情), 자연의 아름다움, 추억 등을 노래한 것이 주류를 이루었다. 작품집으로는 1925년 작품집 《생명의 과실(果實)》(한성도서주식회사)과 1930년 작품집 《애인의 선물》(회동서관)을 출간하였다.

### 소설
- <의심의 소녀>(1917)
- <창궁(蒼穹)>(1925)
- <거룩한 노래>
- <고구려 성을 찾아서>(1933)
- <동경(憧憬)>
- <옛날의 노래여>
- <언니 오시는 길에>
- <석공의 노래>
- <시로 쓴 반생기>

### 시집
- <생명의 과실(果實)>
- 애인의 선물

### 단편 소설
- <의문(疑問)의 소녀>(1917)
- <칠면조>(1921)
- <돌아 볼 때>(1924)
- <탄실이와 주영이>(1924)
- <꿈 묻는 날 밤>(1925)
- <손님>(1926)
- <나는 사랑한다>(1926)
- <모르는 사람같이>(1929)

## 가족 관계
- 아버지 : 김희경(金羲庚)
- 어머니 : 산월(山月, 1869년 - 1907년), 아버지 김희경의 첩이었다.
- 숙부 : 김희선(金羲善), 독립운동가

## 작품성
김탄실은 수많은 여인들과 함께 살았던 아버지와 첩이었던 어머니 사이에서 태어나 자랐다. 그 뒤에는 동경유학과 문단활동을 통해서 수많은 남성지식인들과 연애했지만, 그들은 그를 신여성이라는 호기심에서 만났을 뿐 결혼대상으로 생각하지는 않았다. 1921년 개벽 12월호에 발표한 <칠면조>라는 서간 형식의 단편소설에서는 여주인공의 번민하는 심리를 섬세하게 추구하였고, 1925년 조선문단 5월호에 발표한 <꿈 묻는 밤>에서는 상당히 지적인 사고(思考) 태도를 의식적으로 취하였다.
그녀의 시는 연정(戀情), 자연의 아름다움, 추억 등을 노래한 것이 대부분이고, 소설은 여주인공들의 내면 심리를 치밀하게 묘사하였다. 그의 시에는 이러한 성의 갈등이 모성애상실과 조국상실로 확대되어, 겨레와 나라를 사랑하는 여성으로 나타난다. 대부분의 남성들이 현모양처형의 아내를 원하는 개화기에 신여성이 몸으로 부딪치며 겪었던 도전과 패배가 그의 생애와 작품에서 잘 나타난다. 그를 소재로 한 김동인의 소설 <김연실전>에는 그의 이러한 모습을 일부 은유적으로 표현되어 있기도 하다.

## 사상과 신념

### 자유 연애론
그는 조건과 재력 등의 제한 없는 자유연애를 역설하였다. 그는 자유 연애를 통해 여성이 자유를 얻을 수 있다고 주장하였다. 그는 자유연애의 근대적 이상을 종교처럼 신봉하였고, 자신의 논설과 작품들에 반영시켰다. 그리하여 '남녀 문인을 통틀어서 김명순만큼 철저하게 연애지상주의를 주창한 작가는 없었다.'는 시각도 존재한다. 그의 작품 중에는 구여성은 한 명도 등장하지 않는 작품도 있고, 대부분 신여성이 주인공으로 등장한다. 그리고 이 신여성들은 어김없이 연애지상주의 신봉자이다. 하지만 그의 작품에서 자유연애혼의 이상이 제대로 성취된 경우는 단 한 번도 없다. 미혼의 여자 주인공이 연애감정을 느끼는 상대는 유부남이라서 결혼할 수 없고, 이미 결혼한 여자 주인공은 남편 아닌 다른 젊은 남자에게 연애감정을 느끼며 결혼에서의 일탈을 추구한다.
그는 자유 연애 활동 외에도 개개인이 실천할 수 있는 사적 영역에서의 성의 해방과 여성의 자유를 요구하였다. 그리고 이를 당연한 권리라 생각하며 여자들 스스로가 자유를 얻는데 힘써야 함을 역설했다.

### 남성관
그는 망양초라는 필명으로 많은 시를 지었는데, 이따금 탄실이라는 자신의 이름을 등장시키기도 했다. 그의 시는 바로 자신의 이야기였기 때문이다. 25세에 처음 발표했던 ‘조로(朝露)의 화몽(花夢)’은 자신을 백장미와 홍장미 두 개의 성격으로 설정했는데, 동생 홍장미의 말을 통해서 남성을 이렇게 표현하였다.
“왜 내가 더 피거든 온다고 약속하고 가신 이 말이요, 그이가 왔는데 제게는 아니오고 저어, 언니께로 왔어요. 그리고 저를 돌려다도 안보았어요. 그럴 동안에 언니도 저를 안보시고 아주 득의스럽게 미소하시지요?”
그는 당시의 조선 여성들과는 달리, 남성관계에 있어서 적극적이었다. 한편 현실과 동떨어진 공상세계에서 갈등하는 그의 모습이 나타나는데, 남성을 기다리다가 지친 김탄실 자신의 모습이 탐미적으로 그려져 있다. 133행이나 되는 긴 시에서 남호접(藍胡蝶)으로 은유한 남성에 대한 깊은 동경과 망양초의 연애사건을 자유롭게 전개시켰다. 그는 일찍 어머니를 잃고 모성상실감 속에서 배다른 남매들 속에 자랐으므로, 그의 시에서는 고아의식과 죽음의식이 자생적으로 표출되었다.

### 머더 콤플렉스와 조국관
mother complex와 조국을 잃은 고아의식이 조선의 딸 김탄실에게 확대되어 나타난다. 불우한 성장환경으로 인한 고아의식이 자전적(自傳的)인 표현기법으로 나타났다. 그의 작품에는 계모와 서모 슬하에 놓인 비운의 고아의 처지를 조국을 잃은 식민지 백성에 비유해서 표현되기도 한다.
| “ | 차디찬 어머니의 품에 머리 많은 처녀는 울었다. 그 냉락(冷落)한 어머니를 보고 어머니 어머니 왜 돌아가셨오 하고 부르짖으며 누가 미워서 그리했소 하고 울면서 | ” |
|   | — 탄실의 초몽(初夢)>에서 |   |

어떤 시에서는 이루지 못한 사랑과 생활고 등의 비애감도 두드러지게 나타났다. 특히 사랑은 가버리고 없는 님으로 표현되었다.
| “ | 추억 작은 금방울 소리에 옛날 생각을 이으면 하늘은 꽃으로 가리고 우리는 기도로 굽혔었어요. 아아 옛날 생각 옛날 믿음 고만 님도 꽃도 못 보았지요. 작은 금방울 소리에 옛날 일을 생각내면은 생각 못미칠데 생각 미쳐 행복은 앓는 가슴에 있었지요. 아아 맘 아픈 파랑새는 파랑새는 하늘을 울리며 그 가슴에 왔었지요. | ” |
|   | — <추억>에서 |   |

이를 두고 '옛날에는 함께했던 님이 이제는 옆에 없다. 함께 기도하고, 함께 꽃구경을 했건만, 이제는 만날 수 없다. 그래서 시인은 금방울 소리를 들으면서 그 옛날로 돌아가 추억을 더듬고, 가슴 아픈 행복을 회상하는 것이다. 이러한 상실감은 결국 모든 겨레 의 공통관심이었던 조국상실감으로 이어진다.'는 평이 있다. 그는 주권을 잃은 조국을 어머니를 잃은 고아 혹은 자신의 처지와 승화시켜 표현하였다.
또한 '김탄실이 특별한 저항시인은 아니었지만, 자신이 젊은날 가졌던 모든 것을 빼앗기게 되자 결국 조국을 빼앗겼다는 사실까지 뼈에 사무쳐, 민족의 탄식을 대변하게 된 것이다.'라는 작품평도 있다.
| “ | 그때까지 조선의 민중 너희는 피땀을 흘리면서 같이 살 길을 준비하고 너희의 귀한 벗들을 맞으라. | ” |
|   | — <탄식>에서                                                                                 |   |

이 시에서는 현재 옆에 없는 님을 그리워하고 과거회상에만 사는 것이 아니라, 빼앗긴 님, 조국을 만날 희망을 가지고, 그 희망을 이루기 위해 준비하는 것이다. 대책없는 탄식으로 끝나는 것이 아니라, 광복에 대한 예시적 영상을 표출하였다.

### 자유주의 수용과 여성계몽론
김원주, 나혜석 그리고 김명순 등으로 대표되는 부류의 신여성은 동경 유학시절 공통된 경험을 했는데, 서구의 자유주의와 개인주의 사상의 수용, 낭만적 사랑이야기를 담은 고전 소설 탐독, 일본의 여성 선각자 목격 그리고 조혼으로 인해 대부분 기혼이었던 조선인 남자유학생들과의 연애 등이 그것들이다.
이러한 유학시절의 경험을 통해 그들은 신여성으로서의 개성과 인격을 가진 존재임을 자각하게 되었고, 자신들을 포함한 여성이 봉건적 유습에서 해방되기 위해 자유 연애를 옹호해야 한다고 주장하기에 이르렀다.

## 논란과 의혹

### 표절, 아류 의혹
1917년 그의 소설작 <의심의 소녀>를 선발하면서 이광수는 '상당히 세련되었으며 기능도 있으며 신비적인 분위기도 있다'는 찬사를 아끼지 않았었다. 그러나 1942년 이광수는 자신의 지인에게 현상모집 여성당선작가인 그를 일본 문학의 표절작가로 전락시켰다. 또한 일본 문학의 아류라고도 비꼬았다. 이때문에 그의 뛰어난 문학적 세련미가 오히려 후일 <의심의 소녀>가 타 작품에서 힌트를 얻은 모방작이 아니냐는 의견이 있으며, 그것은 현재까지도 의혹이 되고 있다.

## 평가와 비판
남성 문인들에 의해 탕녀로 낙인 찍혔던 김명순은 여성으로서, 온전한 인간으로서 살기 위해 발버둥을 치다 끝내 정신병원에서 생을 마감해야 했던 극단적인 가부장 체제의 억울한 피해자이자 희생양이라는 견해가 있으며, 그것은 여성의 관점에 기반한 최근의 연구를 통해 사실로 드러났다.
| “ | 그녀는 분명하게 알고 있다. 그녀만이 정확하게 알 수 있다. 조선이라는 나라는 일본의 식민지이지만 탄실이라는 여성은 그 식민지 남성의 또 다른 식민지였다. 그래서 그녀의 싸움은 바깥을 향할 수가 없었다. 등 뒤에서 칼을 꽂는 폭압에 맞서 내부의 적들과 쟁투해야 했다. | ” |
|   | — 김별아 장편소설 <탄실> 중에서 |   |

## 기타
김동인은 김명순을 모델로 한 소설 〈김연실전〉을 썼는데, 그 소설에는 김명순 자신 뿐 아니라 나혜석, 김일엽 등도 모델로 등장한다. 김동인은 신여성의 자유 연애를 냉소적인 시각으로 그려가고 있다.

## 같이 보기
| - 페미니즘 - 사실주의 - 자유주의 - 사상의 자유 - 표현의 자유 - 자유 연애 - 나혜석 - 김일엽 - 강경애 - 박인덕 - 허정숙 - 김활란 - 김동인 | - 폐허 - 동거혼 - 신여자 - 이광수 - 송계월 - 정칠성 - 정종명 - 주세죽 - 황애덕 - 황신덕 - 윤치호 - 강경애 - 임장화 | - 표현의 자유 - 사상의 자유 - 이광수 - 김동인 - 춘성 - 알렉산드라 콜론타이 - 판위량 |

## 참고 자료
- 서정자, ＜김명순의 창작집 '애인의 선물'＞, 《여성문학연구 7》 (한국여성문학학회, 2002) 385∼402쪽

## 관련 서적
- 이철, 《경성을 뒤흔든 11가지 연애사건》 (다산초당, 2008)
- 김상배, 《김탄실》 (도서출판 솔뫼, 1981)
- 전영택, 〈김탄실과 그 아들〉 현대문학사, 《현대문학 1955년 4월호》 (현대문학, 1955)
- 서정자, 남은혜 공저, 《김명순 문학전집:한국 근대 최초의 여성작가》 (출판사 푸른사상, 2010)
- 김명순, 《김명순 단편집》 (송명희 옮김, 지식을만드는지식, 2011)
- 김명순, 《김명순 전집:시·희곡》 (맹문재 옮김, 현대문학, 2009)
- 김명순, 《외로운 사람들 : 김명순 소설집》 (송명희 옮김, 한국문화사, 2011)
- 남은혜, ＜김명순 문학 연구＞
- 김형자, 《한국여성소설연구》 (민지사, 1991)
- 김상배, 《탄실 김명순−나는 사랑한다》 (도서출판 솔뫼, 1981)
- 김용직 외, 《한국현대시사연구》 (일지사, 1983)
- 이옥수 편, 《한국근세여성사화 (상)》 (규문각, 1985)
- 정영자, 《현대문학의 모성적탐색》 (제일문화사, 1986)
- 한형곤 외, 《문예사조》 (새문사, 1986)
- 최혜실, 《신여성들은 무엇을 꿈꾸었는가》 (생각의 나무, 2000)
- 오세영 편, 《문예사조》 (고려원, 1983)